# Множественное гражданство в России
Множественное гражданство в России (юридически двойное гражданство) — «наличие у гражданина Российской Федерации гражданства (подданства) другого государства», как это определяет статья 6 Федерального закона «О гражданстве Российской Федерации»
Множественное гражданство регулируется статьёй 62 Конституции Российской Федерации.

## Российское законодательство
Позиция России в отношении двойного гражданства определяется статьёй 62 Конституции Российской Федерации (с учётом поправок, внесённых Законами Российской Федерации о поправках к Конституции Российской Федерации от 30 декабря 2008 года № 6-ФКЗ и от 30 декабря 2008 года № 7-ФКЗ):

1. Гражданин Российской Федерации может иметь гражданство иностранного государства (двойное гражданство) в соответствии с федеральным законом или международным договором Российской Федерации.
2. Наличие у гражданина Российской Федерации гражданства иностранного государства не умаляет его прав и свобод и не освобождает от обязанностей, вытекающих из российского гражданства, если иное не предусмотрено федеральным законом или международным договором Российской Федерации.

и статьёй 6 Федерального закона «О гражданстве Российской Федерации» от 31 мая 2002 года, в соответствии с которой:

1. Гражданин Российской Федерации, имеющий также иное гражданство, рассматривается Российской Федерацией только как гражданин России, за исключением случаев, предусмотренных международным договором Российской Федерации или федеральным законом.
2. Приобретение гражданином Российской Федерации иного гражданства не влечёт за собой прекращение гражданства Российской Федерации.

В соответствии с этими положениями, Россия не запрещает двойного гражданства, но в любых юридических вопросах считает человека с двойным гражданством только гражданином РФ, если иное не указано в федеральном законе.
Различие между «вторым» и «двойным» гражданствами заключается в том, что при двойном (бипатри́зм) гражданстве (подданстве) правоотношения регулируются международными договорами (соглашениями о двойном гражданстве), а при втором гражданстве человек, имеющий второй паспорт, подчиняется двум разным законодательствам, и все трудности между странами, включая вопросы двойного налогообложения, решает сам или следует по усмотрению местных властей в зависимости от местонахождения.
В настоящее время в России действует единственный договор о двойном гражданстве – Договор между Российской Федерацией и Республикой Таджикистан об урегулировании вопросов двойного гражданства от 07.09.1995 г. (ратифицирован Федеральным законом от 15.12.1996 г. № 152-ФЗ, вступил в силу 26.04.1997 г.). 

## Международные соглашения
В настоящее время у России действуют единственный Договор между Российской Федерацией и Республикой Таджикистан об урегулировании вопросов двойного гражданства (Москва, 7 сентября 1995 года). Договор был ратифицирован Федеральным законом от 15 декабря 1996 года № 152-ФЗ «О ратификации договора между Российской Федерацией и Республикой Таджикистан об урегулировании вопросов двойного гражданства» и вступил в силу 26 апреля 1997 года.
Действует Договор о дружбе, сотрудничестве и взаимной безопасности между Российской Федерацией и Республикой Армения от 29 декабря 1991 года. Около 90 % граждан Абхазии и около 95 % граждан Южной Осетии имеют российское гражданство. Часть граждан Приднестровья помимо гражданства Молдавии и/или Украины, имеют и гражданство России.
Договор об урегулировании вопросов двойного гражданства с Туркменистаном прекратил своё действие 18 мая 2015 года.

## Ограничения для лиц, имеющих двойное гражданство
Граждане Российской Федерации, обладающие иностранным гражданством, не вправе занимать ряд государственных должностей и должностей государственной службы в Российской Федерации, что стало предметом разбирательства в Конституционном суде России. Суд счёл жалобу на данные ограничения недопустимой, хотя и не единогласно.
Граждане Российской Федерации, имеющие гражданство иностранного государства либо вид на жительство или иной документ, подтверждающий право на постоянное проживание гражданина Российской Федерации на территории иностранного государства, не могут быть членами избирательных комиссий с правом решающего голоса.

## Обязанность уведомления о наличии иностранного гражданства или вида на жительство в иностранном государстве
Действующий приказ (от 3 мая 2018 года № 267) установил новый порядок подачи уведомления и новые соответствующие формы, тем самым отменив приказы от 28 июля 2014 года № 450 и от 20 июля 2015 года № 348, о которых идёт речь ниже.

### История развития законодательства об уведомлении
4 августа 2014 года в силу вступил Федеральный закон от 4 июня 2014 года № 142-ФЗ «О внесении изменений в статьи 6 и 30 Федерального закона „О гражданстве Российской Федерации“ и отдельные законодательные акты Российской Федерации» (известный также как «закон Лугового»), который вносит изменения в Федеральный закон «О гражданстве Российской Федерации». Согласно ему, гражданин Российской Федерации (за исключением граждан Российской Федерации, постоянно проживающих за пределами Российской Федерации), имеющий также иное гражданство либо вид на жительство или иной действительный документ, подтверждающий право на его постоянное проживание в иностранном государстве (далее также — документ на право постоянного проживания в иностранном государстве), обязан подать письменное уведомление о наличии иного гражданства или документа на право постоянного проживания в иностранном государстве в территориальный орган федерального органа исполнительной власти, уполномоченного на осуществление функций по контролю и надзору в сфере миграции, по месту жительства данного гражданина в пределах Российской Федерации (в случае отсутствия такового — по месту его пребывания в пределах Российской Федерации, а в случае отсутствия у него места жительства и места пребывания в пределах Российской Федерации — по месту его фактического нахождения в Российской Федерации) в течение шестидесяти дней со дня приобретения данным гражданином иного гражданства или получения им документа на право постоянного проживания в иностранном государстве. Те граждане РФ, у которых 4 августа 2014 года уже имелось другое гражданство или документ на право постоянного проживания в другом государстве, должны были подавать уведомления в срок 60 дней с этой даты, то есть до 3 октября 2014 года.
Первоначально другие сроки были установлены только для тех, кто получил российское гражданство в порядке оптации при аннексии Крыма Россией: для этих граждан статьи 6 и 30 ФЗ «О гражданстве Российской Федерации» начнут действовать с 1 января 2016 года, и они будут обязаны подавать уведомления в течение 60 дней после этого, то есть с 1 января по 1 марта 2016 года (если им будет о чём уведомлять). Позднее, с 31 декабря 2014 года, когда вступил в силу Федеральный закон от 31.12.2014 № 507-ФЗ «О внесении изменений в статью 6 Федерального закона „О гражданстве Российской Федерации“», было установлено, что лица, имеющие кроме гражданства РФ гражданство только того иностранного государства, с которым у России подписан договор о безвизовых поездках граждан или договор о сохранении двойного гражданства, должны подать уведомления до 1 января 2016 года.
К 4 августа 2014 года ФМС России не утвердила форму и порядка уведомления о втором гражданстве. Только 6 августа в Российской газете был опубликован приказ ФМС России от 28 июля 2014 г. № 450 г. «Об утверждении форм и порядка подачи уведомлений о наличии у гражданина Российской Федерации иного гражданства либо вида на жительство или иного действительного документа, подтверждающего право на его постоянное проживание в иностранном государстве», содержащий утверждённые формы уведомлений; он вступил в силу 17 августа.
Уведомить о втором гражданстве или о документе, дающем право постоянного проживания в иностранном государстве, можно только на территории России лично путём явки в орган миграционной службы, либо на Почту России.
Возник спорный вопрос о том, каких граждан России следует считать постоянно проживающими за пределами РФ, когда начинается и когда прекращается это состояние. Действующее российское законодательство не содержит явного определения понятия «гражданин, постоянно проживающий за пределами Российской Федерации». 4 августа 2014 года к.ю.н. Александр Захаров утверждал, что наличие у гражданина РФ, даже находящегося длительное время в другой стране, регистрации по месту жительства на территории России подтверждает постоянное проживание в России и наличие обязанности уведомлять о втором гражданстве, а постановка на консульский учёт в качестве постоянно проживающего за пределами РФ или приобретение российского гражданства за пределами России (с получением только заграничного, но не внутреннего российского паспорта) — подтверждает постоянное проживание за пределами РФ и отсутствие такой обязанности.
ФМС России 7 августа и 19 августа 2014 года в ходе разъяснений попыталась установить новый срок для подачи уведомлений. Было предложено исчислять 60-дневный срок с момента первого въезда в РФ долго отсутствующего гражданина РФ, что противоречило положениям действовавшей тогда редакции закона.
С 31 декабря 2014 года был введён абзац 2 части 3 статьи 6 закона «О гражданстве РФ», согласно которому гражданин РФ, находившийся в другой стране и по этой причине не подавший уведомления о втором гражданстве, обязан это сделать в течение 30 дней после въезда в Россию; это отчасти разрешило вопрос о постоянно проживающих за границей.
Некоторые эксперты ожидают недобросовестное применение закона территориальными подразделениями ФМС.
За неисполнение обязанности уведомления об ином гражданстве (виде на жительство в иностранном государстве) предусмотрена административная (ст. 19.8.3 КоАП РФ) и уголовная ответственность (ст. 330.2 УК РФ).